# Občanský žurnalismus
Občanský žurnalismus (také participativní, účastnický, demokratický, amatérský, street nebo guerrilový žurnalismus) je forma zpravodajství, které nevytvářejí profesionální novináři, ale občané-účastníci významné události. Podmínkou pro uplatnění takových příspěvků v internetovém, televizním, rozhlasovém a tištěném zpravodajství jsou technologické prostředky (chytré telefony s fotoaparátem, rychlé bezdrátové sítě), které i amatérovi umožní rychlý přenos fotografií, videí a textu. Občané – účastnící se nečekané události, na rozdíl od profesionálů, jsou schopni podat prakticky okamžitou zprávu agenturám či přímo médiím.
Mezi významné události, jejichž průběh byl do značné míry ovládán fenoménem občanského žurnalismu, patří např. Arabské jaro nebo hnutí Occupy Wall Street.

## Teorie
Občanský žurnalismus přeneseně staví na myšlenkách participativní demokracie. Kvůli nedůvěře ke zpravodajství vytvářeném profesionály (s prioritami určenými jejich zaměstnavateli, zadavateli reklamy či dalšími politickými, ekonomickými nebo etnickými zájmy...) nabízí teorii, že veřejnost má hrát aktivní roli při sběru, přenosu, analýze a šíření informací.
Širší využití občanského žurnalismu klade vysoké nároky na kvalitu redakční práce u cílových médií (zejména foto a videoeditorů), kteří musí z tisíců záběrů vybrat ten nejlepší) a schopnosti ověřit důvěryhodnost zdroje.

## Kritika
Občanský žurnalismus je kritizován z pozic profesionálních novinářů, kteří poukazují na nedůvěryhodnost, subjektivitu a nedostatečnou schopnost amatérů postihnout určitou událost z více úhlů. Média také mohou být snadným terčem manipulace ze strany organizované skupiny, která je schopna vytvořit zprávu o neexistující události. Profesionálové také poukazují na fakt, že občanští novináři pracující za symbolické nebo nulové odměny prohlubují propad platů v oblasti médií.

## Příklady z české praxe
Příkladem podpory občanského žurnalismu ze strany médií je bezplatná aplikace pro smartphony Metropol TV. Její funkcí je záznam fotografií a videa a jejich přímé odesílání do redakce této pražské zpravodajské stanice.